# Unione Sportiva Triestina 1966-1967
Questa voce raccoglie le informazioni riguardanti l'Unione Sportiva Triestina nelle competizioni ufficiali della stagione 1966-1967.

## Rosa
| N. |                   | Ruolo | Calciatore        |
| -- | ----------------- | ----- | ----------------- |
|    | Italia (bandiera) | C     | Dario Angileri    |
|    | Italia (bandiera) | C     | Sergio Beorchia   |
|    | Italia (bandiera) | C     | Renzo Canzian     |
|    | Italia (bandiera) | C     | Giorgio Capitanio |
|    | Italia (bandiera) | P     | Romano Collovati  |
|    | Italia (bandiera) | C     | Vincenzo De Rold  |
|    | Italia (bandiera) | C     | Guido De Piccolo  |
|    | Italia (bandiera) | D     | Giovanni D'Eri    |
|    | Italia (bandiera) | C     | Fermo Ferrara     |
|    | Italia (bandiera) | A     | Danilo Filipaz    |
|    | Italia (bandiera) | A     | Arturo Gentili    |
|    | Italia (bandiera) | C     | Angelo Iannuzzi   |

| N. |                   | Ruolo | Calciatore       |
| -- | ----------------- | ----- | ---------------- |
|    | Italia (bandiera) | A     | Giorgio Ive      |
|    | Italia (bandiera) | D     | Antonio Kuk      |
|    | Italia (bandiera) | D     | Paolo Marinelli  |
|    | Italia (bandiera) | C     | Ermes Moretti    |
|    | Italia (bandiera) | D     | Renato Palcini   |
|    | Italia (bandiera) | A     | Giovanni Ridolfi |
|    | Italia (bandiera) | A     | Renato Sadar     |
|    | Italia (bandiera) | C     | Mirto Scala      |
|    | Italia (bandiera) | A     | Luciano Tommasi  |
|    | Italia (bandiera) | P     | Roberto Vatta    |
|    | Italia (bandiera) | P     | Franco Zadel     |